# 高階光子
高階 光子（たかしな の みつこ/こうし、生没年不詳）は、平安時代の女性。夫に佐伯公行。

## 略歴
高階成忠の娘。藤原道隆室である高階貴子（高内侍・儀同三司母）の妹。藤原定子の子敦康親王の乳母とも言われる。
正暦元年（990年）10月22日、従五位下に叙せられる。
寛弘6年（1009年）2月、定子のライバルであった藤原道長と中宮彰子及び敦成親王を呪詛するために、源方理らと厭符の製作を僧円能に依頼したことが発覚し、捕らえられ官位を剥奪された。